# Binzen
Binzen – gmina w Niemczech, w kraju związkowym Badenia-Wirtembergia, w rejencji Fryburg, w regionie Hochrhein-Bodensee, w powiecie Lörrach, siedziba związku gmin Vorderes Kandertal. Leży nad rzeką Kander, przy autostradzie A98, na zachód od Lörrach.